# (20350) 1998 HV125
A (20350) 1998 HV125 a Naprendszer kisbolygóövében található aszteroida. A LINEAR projekt keretében fedezték fel 1998. április 23-án.